# 希隆斯克地區宗布科維采縣
50°35′N 16°49′E / 50.583°N 16.817°E

希隆斯克地區宗布科維采縣（波蘭語：Powiat ząbkowicki），是波蘭的縣份，位於該國西南部，由下西里西亞省負責管轄，首府設於希隆斯克地區宗布科維采，面積802平方公里，2006年人口69,297，人口密度每平方公里86人。